# Communauté de communes des Terrasses du Ventoux
La  Communauté de communes des Terrasses du Ventoux est une communauté de communes française, située dans le département de Vaucluse.
Elle fusionne, au 1er janvier 2013, avec la communauté de communes du Pays de Sault pour former la communauté de communes Ventoux Sud.

## Composition
Elle était composée des 5 communes suivantes :
- Blauvac
- Malemort-du-Comtat
- Méthamis
- Mormoiron
- Villes-sur-Auzon

## Compétences
- Aménagement de l'espace communautaire [2]

- Réalisation d'études d'intérêt communautaire (constitution de réserves foncières, Schéma de Cohérence Territoriale (SCOT), organisation des transports ruraux et urbains)

- Création et réalisation de Zones d'Aménagement Concerté (ZAC) d'intérêt communautaire

- Actions de développement économique

- Création, aménagement, entretien et gestion de zone d'activités industrielle, commerciale, tertiaire, artisanale ou touristique d'intérêt communautaire

- Actions de développement économique d'intérêt communautaire

- Aménagement, entretien et exploitation d’équipements industriels, artisanaux et agricoles

- Câblage en réseaux et infrastructures de télécommunications des communes adhérentes et développement des actions de service

- Protection et mise en valeur de l'environnement

- Collecte et traitement des déchets des ménages et déchets assimilés 

- Gestion des déchetteries (site de la Dégane à Villes sur Auzon)

- Aménagement, entretien et exploitation de tout site participant au développement du tri sélectif

- Création, aménagement, entretien de la voirie d'intérêt communautaire
- Politique de l'Habitat/Logement/Cadre de vie

- Programme Local de l'Habitat (PLH)

- Étude pour la mise en ouvre de la compétence  

- Action sociale

- Action sociale en matière d’accueil des jeunes enfants et adolescents

- Création, aménagement et/ou gestion d’équipements sociaux d’intérêt communautaire, notamment l’accueil de la petite enfance

- Mise en place et gestion d’établissements publics et de services, d’intérêt communautaire

- Aide au fonctionnement des structures poursuivant des objectifs identiques tels que la mission locale

- Politique de la ville

- Dispositifs contractuels de développement urbain, local et d’insertion économique et sociale

- Dispositifs locaux de prévention de la délinquance (CISPD)

- Aménagement, gestion, entretien et équipement d’aire d’accueil des gens du voyage

- Transports/Gestion des services scolaires et périscolaires

- Gestion des services de transports scolaires en tant qu’organisateur secondaire 

- Étude des besoins en vue d’établir un schéma de desserte des transports scolaires

- Reprise, construction, aménagement, entretien et gestion d’équipements, organisation d’activités culturelles et sportives d’intérêt communautaire
- Actions Éducatives

- Mise en place et gestion d’actions et de services d’interventions en milieu scolaire (activités sportives, culturelles et d’éveil musical)

- Construction, aménagement, entretien et gestion des équipements scolaires d’intérêt communautaire

- Politiques touristiques et patrimoniales

- Aménagement et gestion de structures d’hébergements intercommunaux

- Création, entretien, et gestion des structures et bâtiments et de services touristiques d’intérêt communautaire

- Mise en place et gestion d’informations touristiques

- Création, entretien, et gestion d’équipement de services en faveur de la protection du patrimoine naturel des communes adhérentes

- Élaboration du plan d’accessibilité de la voirie et des aménagements des espaces publics

## Autres Adhésions
Aucune

## Historique
création le 30 décembre 1992

fusion le 1er janvier 2013

## Sources
1. ↑  « citaenet.com/communes/departem… »(Archive.org • Wikiwix • Archive.is • Google • Que faire ?).
2. ↑  http://www.vaucluse.pref.gouv.fr/tmp/upload/087-SI2011-06-06-0010-PREF.pdf

- le splaf
- la base aspic